# II. třída okresu Trutnov 2003/2004
V utkáních II. třídy okresu Trutnov 2003/2004, jedné ze skupin 8. nejvyšší fotbalové soutěže v Česku, se utkalo 13 týmů dvoukolovým systémem podzim – jaro. Tento ročník začal v srpnu 2003 a skončil v červnu 2004.
Postup do I. B třídy Královéhradeckého kraje 2004/2005 si zajistil vítězný tým TJ FC Lánov. Sestoupil poslední tým SK MFC Svoboda nad Úpou.

## Konečná tabulka II. třídy okresu Trutnov 2003/2004
| Poř. | Tým                        | Z  | V  | R | P  | VG | OG | B  |
| ---- | -------------------------- | -- | -- | - | -- | -- | -- | -- |
| 1.   | TJ FC Lánov                | 24 | 17 | 5 | 2  | 50 | 21 | 53 |
| 2.   | SK Horní Staré Město       | 24 | 11 | 7 | 6  | 39 | 27 | 40 |
| 3.   | TJ Jiskra Libeč            | 24 | 14 | 6 | 7  | 47 | 38 | 39 |
| 4.   | TJ Sokol Staré Buky        | 24 | 9  | 9 | 6  | 36 | 33 | 36 |
| 5.   | Sokol Dolní Kalná          | 24 | 10 | 5 | 9  | 57 | 36 | 35 |
| 6.   | TJ Tatran Hostinné         | 24 | 10 | 4 | 10 | 45 | 39 | 34 |
| 7.   | TJ Sokol Černý Důl         | 24 | 10 | 4 | 10 | 48 | 44 | 34 |
| 8.   | TJ Jiskra Kocbeře          | 24 | 8  | 9 | 7  | 43 | 45 | 33 |
| 9.   | TJ Jiskra Podhůří          | 24 | 9  | 6 | 9  | 55 | 59 | 33 |
| 10.  | TJ Sokol Kunčice nad Labem | 24 | 6  | 8 | 10 | 37 | 49 | 26 |
| 11.  | SK Sparta Úpice            | 24 | 6  | 7 | 11 | 45 | 60 | 25 |
| 12.  | TJ Spartak Pilníkov        | 24 | 6  | 5 | 13 | 43 | 59 | 23 |
| 13.  | SK MFC Svoboda nad Úpou    | 24 | 3  | 5 | 16 | 22 | 57 | 14 |

Poznámky:
- Z = Odehrané zápasy; V = Vítězství; R = Remízy; P = Prohry; VG = Vstřelené góly; OG = Obdržené góly; B = Body; (S) = Mužstvo sestoupivší z vyšší soutěže; (N) = Mužstvo postoupivší z nižší soutěže (nováček)

|  | Postup do I. B třídy Královéhradeckého kraje 2004/2005 |
|  | Sestup do III. třídy okresu Trutnov 2004/2005          |